# 水晶島
43°26′19.1″N 145°55′3″E / 43.438639°N 145.91750°E
水晶島（日语：／ Suishō jima */?），俄羅斯稱坦菲利耶夫島（羅馬化：Ostrov Tanfil'yeva），是日俄爭議領土齒舞群島中的一個島嶼，現由俄羅斯實際控制，屬薩哈林州管轄。俄羅斯現時在此島沿岸部署少量警察，設置雷達站監控週邊海域。而日本宣示擁有包括此島在內的南千岛群岛主權。
该岛的俄语名字是为了纪念苏联地理学家加夫里尔·伊凡诺维奇·坦菲利耶夫。日語名字來源於阿伊努語的「si-so」（大岩石）。

## 歷史與地理
水晶島是平坦的小島，扼守了珸瑶瑁水道，與納沙布岬海角隔海相望，距離約7KM。1945年，日本战败投降，日本與蘇聯發表了日蘇共同宣言，在還沒有牽涉此島的主權之下，就簽定了和約。

## 外部連結
- misestudchino: 千島列島 - Chishima rettō (archipiélago de las Mil Islas) （页面存档备份，存于）